# Karneval zvířat
Karneval zvířat (francouzsky: Le Carnaval des Animaux) je hudební suita o čtrnácti větách. Složil ji francouzský skladatel Camille Saint-Saëns v roce 1886 a dal jí podtitul Velká zoologická fantazie pro dva klavíry a komorní soubor.

## Historie
V době jejího komponování, v roce 1886, pobýval Saint-Saëns v Chrudimi. Původně byla instrumentována pro komorní soubor složený z flétny, klarinetu, dvou klavírů, skleněné harmoniky, xylofonu, dvou houslí, violy, violoncella a kontrabasu. Nyní se ale nejčastěji hraje v obsazení orchestru se smyčci a se zvonkohrou místo nyní nezvyklé skleněné harmoniky.
Z obav, že mu populární skladba pokazí reputaci seriózního skladatele, se Saint-Saëns snažil bránit provozování skladby. Pouze u jedné části – Labutě – dovolil, aby vyšla za jeho života tiskem. Jako celek se hrála jen výjimečně v úzkém kruhu skladatelových přátel, např. před Ferencem Lisztem.
Zároveň ale osobně svolil, aby byla skladba vydána po jeho smrti a od té doby se stala jednou z jeho nejoblíbenějších skladeb. Spolu s Prokofjevovým Péťou a vlkem a Brittenovým Průvodcem mladého člověka orchestrem je často využívána jako instruktivní poslechová skladba.

## Obsah
Délka provedení skladby je obvykle zhruba 20-23 minut.
I. Úvod a Lví pochod (Introduction et marche royale du Lion). Smyčce a dva klavíry. Úvod začíná silným tremolem klavírů, do něhož smyčce vstupují majestátným tématem. Na konci první části úvodní věty klavíry přednášejí dvě stupnice v protipohybu a pak přinášejí hlavní pochodové téma, jehož melodii později přebírají smyčce. Věta končí závěrečným akordem ve fortissimu.
II. Kohout a slepice (Poules et Coqs). Smyčce bez kontrabasu, dva klavíry a klarinet. Věta se rozvíjí od ústředního tématu v klavírech a smyčcích, které připomíná obraz slepic klovajících zrní. Klarinet vstupuje krátkými sóly nad hrou ostatních nástrojů.
III. Antilopy (Hémiones – animaux véloces). Dva klavíry. Rychlost antilop znázorňují trvale rychlé běhy stupnic nahoru a dolů v oktávách.
IV. Želvy (Tortues). Smyčce a klavír. Lehce satirická věta začíná triolovou figurou ve vyšší poloze klavíru. Smyčce pak hrají enormně zpomalenou citaci slavného kankánu z Offenbachovy operety Orfeus v podsvětí.
V. Slon (L'Éléphant). Kontrabas a klavír. Tento oddíl je označen Allegro pomposo (Rychle a okázale), což je přesnou karikaturou slona. Klavír hraje valčíkové triolové figury, zatímco kontrabas bručí melodii, jejíž tematický materiál je převzatý z Mendelssohnova Snu noci svatojánské a Berliozova Tance víl. Obě témata jsou ale v originálu instrumentována do partů vysokých nástrojů (flétny, resp. houslí).
VI. Klokani (Kangourous). Dva klavíry. Skákání zde znázorňují sekundy.
VII. Akvárium (Aquarium). Smyčce bez kontrabasu, dva klavíry, flétna a skleněná harmonika. Hudebně bohatší věta. Melodie zní ve flétně podporované smyčci a doprovázené lehkými, téměř glissandovými běhy klavírů a skleněné harmoniky, někdy nahrazované celestou nebo zvonkohrou.
VIII. Zvířata s dlouhýma ušima (Personnages à longues oreilles). Smyčce, housle nepříjemně "pískají" a violoncella hrají melodii.
IX. Kukačka v hlubokém lese (Le coucou au fond des bois). Dva klavíry a klarinet. Nad širokou harmonií klavíru opakuje klarinet dvoutónový motiv kukačky (c-as).
X. Voliéra (Volière). Smyčce, klavír a flétna. Vysoké smyčce ustupují do pozadí, jejich bzukot má snad připomínat zvuk džungle. Violoncella a kontrabasy hrají předtaktí ke všem taktům. Roli ptáka přebírá flétna s trylkovaným nápěvem, který pokrývá její celý rozsah, který občasnými trylky doplňují klavíry.
XI. Klavíristé (Pianistes). Smyčce a dva klavíry. Věta přináší do koncertního sálu před posluchače to, co zde jindy sotva uslyší – klavíristu, který cvičí stupnice C dur, Des dur, D dur a Es dur. Každá začíná trylkem na primě, pak následují stupnice se změnami rytmu. Po čtyřech stupnicích ve čtyřech tóninách se skladba vrací do C dur, kde pokračují zdánlivá prstová cvičení. Zvláštností věty je bezprostřední akordické propojení s XII. větou, podobné akordům použitým Rachmaninovem k propojení druhé a třetí věty jeho třetího klavírního koncertu. Začíná klavír, smyčce se vždy přidávají jen na změnu tóniny. Po stupnicích zní celý orchestr. Není "ukončená", po konci posluchač vyžaduje tóniku, která je v následujícím díle – Zkameněliny. Jednoduše řečeno – plynule přechází do dalšího dílu.
XII. Zkameněliny (Fossiles). Smyčce, dva klavíry, klarinet a xylofon. Saint-Säens tentokrát napodobuje svou vlastní skladbu Danse Macabre, v níž je použit xylofon k napodobení zvuku chřestění kostí. Citován je ale i hudební obsah, většinu melodie přednáší právě xylofon, střídající se s klavírem a klarinetem.
XIII. Labuť (Le Cygne). Klavíry a violoncello. Nejslavnější věta celé suity, často provozovaná samostatně, např. jako přídavek k vystoupením violoncellistů. Romantické cellové sólo doprovází šestnáctiny v jednom klavíru a rozložené akordy ve druhém.
XIV. Finále (Finale). Celý orchestr. Finále se otevírá stejným postupem jako úvod, brzy zesíleným hlasy dechů, skleněné harmoniky a xylofonu. Smyčce pak zesílí napětí před sérií klavírních glissand a pauzou, po níž je uvedeno živé hlavní téma. Přestože je melodie poměrně jednoduchá, doprovodná harmonie a její instrumentace je typická pro Saint-Saënsovy klavírní kompozice. Citovány jsou předchozí věty.

## Karneval zvířat v kultuře a umění
Balet Umírající labuť byl vytvořen na větu Labuť, proslavila ho ruská primabalerína Anna Pavlovová.
Básník Ogden Nash doprovodil každou část skladby krátkými humoristickými verši, které bývají recitovány i při provedení skladby.
V roce 1976 uvedla společnost Warner Brothers televizní animovanou grotesku Karneval zvířat, v níž na klavír hrají postavičky Bugs Bunny a kačer Daffy. Poslední věta Finále je použita ve filmu Fantasia 2000 z produkce studií Walta Disneyho.
Režisérka Michaela Pavlátová vyrobila v roce 2006 animovaný film Karneval zvířat, který získal hlavní cenu na Mezinárodním festivalu animovaného filmu AniFest v Třeboni.